# Rail Cargo Group

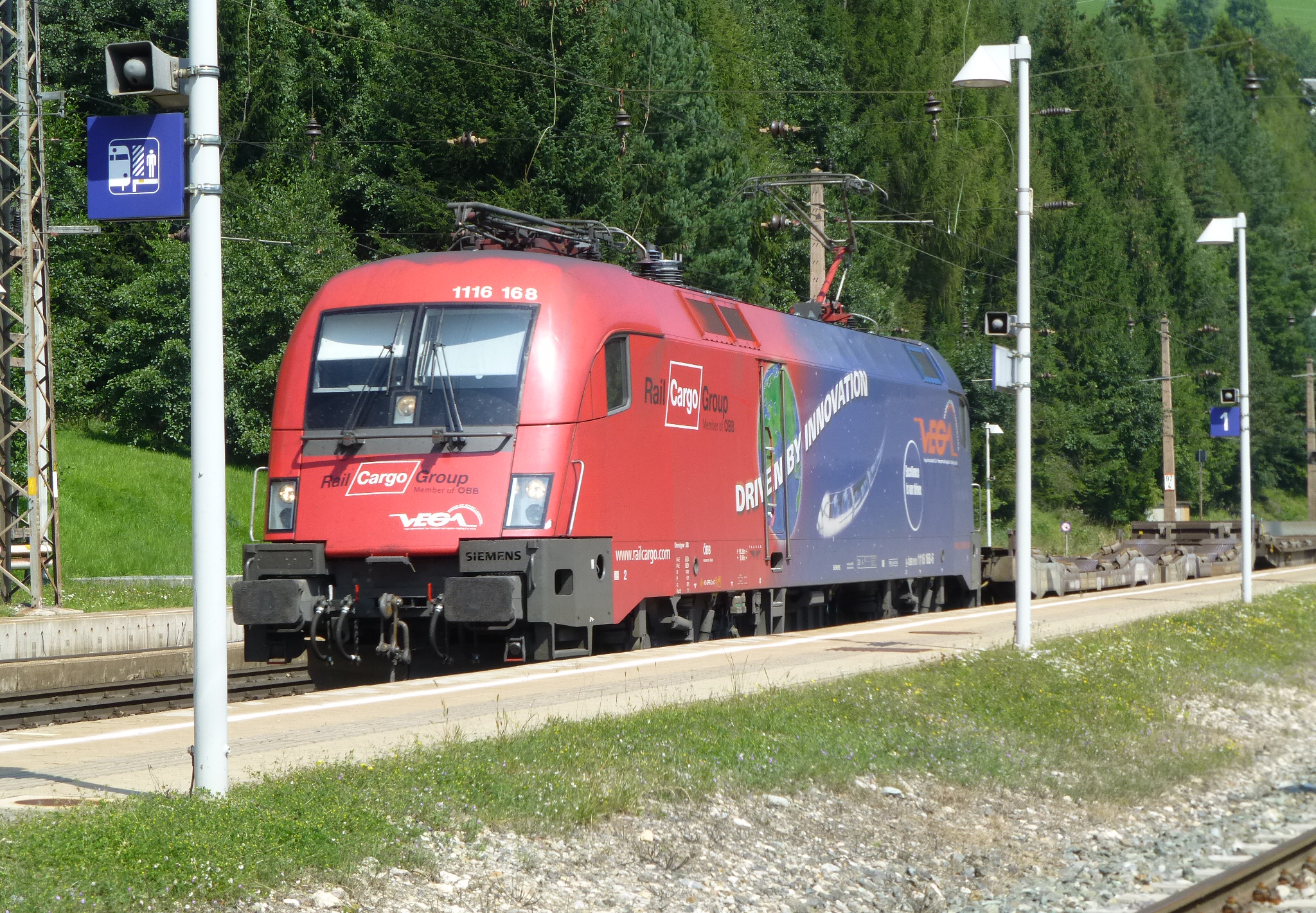
Taurus-Lokomotive der ÖBB mit Rail-Cargo-Lackierung

Die Rail Cargo Austria AG (RCA) ist das Gütertransportunternehmen der Österreichischen Bundesbahnen (ÖBB). Sie wurde am 1. Jänner 2005 als eigenständiges Unternehmen aus der Güterverkehr-Sparte der ÖBB gegründet und hat ihren Sitz in der ÖBB-Konzernzentrale. Die RCA ist eine von drei operativen Teilgesellschaften der ÖBB-Holding AG. Die RCA dient als operative Leitgesellschaft und steuert die länderübergreifenden Geschäfte der Rail Cargo Group (RCG). Die Gruppe ist nach der Deutschen Bahn das zweitgrößte Gütertransportunternehmen im Schienenverkehr im Europäischen Wirtschaftsraum.

## Geschichte und Daten
Die RCA wurde am 1. Jänner 2005 aufgrund des Bundesbahnstrukturgesetzes 2003 als eigenständiges Güterverkehrsunternehmen der Österreichischen Bundesbahnen (ÖBB) gegründet und ist eine von drei operativen Teilgesellschaften der ÖBB-Holding AG. Mit den fünf Geschäftsbereichen Bahnspedition (Rail Cargo Logistics), Operator (Rail Cargo Operator), Traktion (Rail Cargo Carrier), Wagenflotte (Rail Cargo Wagon), Instandhalter (ÖBB-Technische Services) tritt die Rail Cargo Austria AG (RCA) unter dem Markennamen Rail Cargo Group (RCG) auf.
Die RCG erwirtschaftete im Jahr 2021 mit 5755 Beschäftigten einen Jahresumsatz von knapp 1,9 Mrd. Euro. Sie besitzt mehr als 50 operative Gesellschaften, wovon mehr als 30 Mehrheitsbeteiligungen sind. Die RCG hat Niederlassungen in 18 Ländern. Ihre Heimatmärkte sind Österreich und Ungarn.
Im Jahr 2008 kaufte die RCA die Güterverkehrssparte der ungarischen Bahn (MÁV Cargo Rt.). Die Rail Cargo Hungaria Zrt. (RCH) befördert jährlich 135.000 Züge und 32 Mio. Tonnen Güter.
Am 12. April 2018 nahm erstmals ein direkter Güterzug von Chengdu in China den Güterverkehr über die 9.800 Kilometer lange Strecke (via Kasachstan, Russland, Ukraine und Slowakei) nach Wien auf.
Die Rail Cargo Wagon–Austria GmbH entstand aus der Industriewaggon AG und steuerte in den 2010er Jahren die Wagenflotte der Rail Cargo Group.
Im Jänner 2023 wurde durch die RCG eine neue Tochtergesellschaft im chinesischen Shanghai gegründet und eine neue Containerverbindung nach China über den Mittelkorridor (Kasachstan – Trajekt – Aserbaidschan –  Georgien – Trajekt bzw. Türkei – Rumänien – Ungarn) eingeführt. Diese erfolgt zusätzlich zu den bereits existierenden 800 jährlichen Verbindungen über die Nordroute durch Russland auf der Transsib.

## Organisation
Die Rail Cargo Austria besitzt selbst Anteile an anderen Unternehmen im ÖBB-Konzern sowie Tochterunternehmen aus dem Speditionsbereich. Die Unternehmensgruppe untergliedert sich in folgende Geschäftsfelder:

### Rail Cargo Logistics
Die Rail Cargo Logistics – Austria GmbH wurde 1947 als Express-Interfracht Internationale Spedition GmbH gegründet und ist seit 1999 Teil der Rail Cargo Austria AG.
Der Markenname Rail Cargo Logistics vereint seit 2014 drei Gesellschaften und ist Komplettanbieter für intermodale Bahnspedition von Massengütern. Zu Rail Cargo Logistics zählen:
- Rail Cargo Logistics – Austria GmbH: Tochterunternehmen für Bahntransporte, MOBILER-Logistik – Kombination von Schiene und Straße, Straßentransport und Lagerlogistik
- Rail Cargo Logistics GmbH: Tochterunternehmen  für Transportlogistik für Massengüter
- Rail Cargo Logistics – Environmental Services GmbH: Logistikunternehmen im Bereich der Abfallverwertung bzw. Abfallentsorgung

### Rail Cargo Operator
Unter dem Markennamen Rail Cargo Operator treten fünf zentral- und osteuropäische Operator-Unternehmen der RCG auf, die internationale intermodale Verkehre im begleiteten (ROLA – Rollende Landstraße) und unbegleiteten kombinierten Verkehr betreiben.
Die fünf Gesellschaften umfassen:
- Rail Cargo Operator – Austria GmbH (Österreich)
- Rail Cargo Operator – CSKD s.r.o. (Tschechien und Slowakei)
- Rail Cargo Operator – Hungaria Kft. (Ungarn)
- Rail Cargo Operator – Port/Rail Services GmbH
- Rail Cargo Terminal – BILK Zrt. (Ungarn)
- Adria Kombi d.o.o. (Slowenien)

### Rail Cargo Carrier

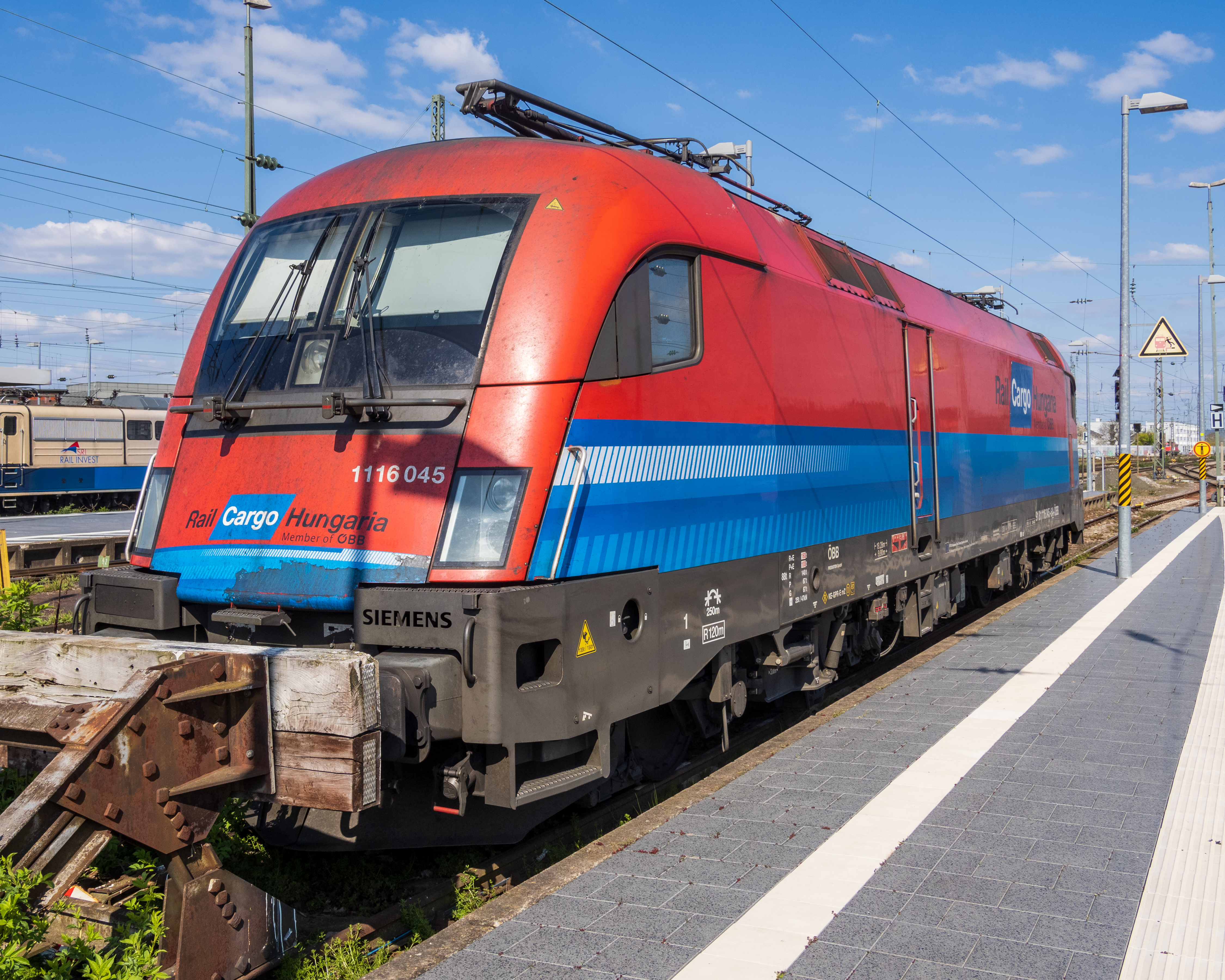
ÖBB 1016 045 im RCH-Design in Karlsruhe Hbf

Rail Cargo Carrier stellt Triebfahrzeuge und Mitarbeiter zur Verfügung. Es handelt sich jeweils um Eisenbahnverkehrsunternehmen.
Die Marke Rail Cargo Carrier fasst folgende Unternehmen zusammen:
- Rail Cargo Austria AG
- Rail Cargo Hungaria Zrt.
- Rail Cargo Carrier – Bulgaria EOOD
- Rail Cargo Carrier – Croatia d.o.o
- Rail Cargo Carrier – Czech Republic s.r.o.
- Rail Cargo Carrier – Germany GmbH
- Rail Cargo Carrier – Italy s.r.l.
- Rail Cargo Carrier – Romania s.r.l.
- Rail Cargo Carrier – Slovakia s.r.o.
- Rail Cargo Carrier – Slovenia d.o.o.
- Rail Cargo Carrier – Poland Sp. z o.o.
- Rail Cargo Carrier – Benelux B.V.[8]